# Río Yaupi
Río Yaupi är ett vattendrag i Ecuador.   Det ligger i provinsen Morona Santiago, i den södra delen av landet, 300 km söder om huvudstaden Quito.